# Filip Đuričić
Filip Đuričić (Obrenovac, República Federativa Socialista de Yugoslavia, 30 de enero de 1992) es un futbolista serbio que juega como centrocampista en el Panathinaikos F. C. de la Superliga de Grecia.

## Trayectoria
Sus comienzos fueron en las categorías inferiores del club Radnički Obrenovac, aunque también tuvo pasos por el equipo sub-20 del Estrella Roja de Belgrado y Olympiacos, fue finalmente en el Radnički Obrenovac donde debutó profesionalmente el año 2008.
En enero de 2010 fue transferido al club SC Heerenveen, donde creció como futbolista, siendo titular habitual en el equipo neerlandés. 
El club portugués S. L. Benfica lo fichó y lo presentó el 13 de junio de 2013. En la temporada 2013-14 de la Liga de Portugal se consagró campeón jugando 11 partidos. También fue campeón de la Copa de Portugal y la Copa de la Liga de Portugal. Donde no pudo coronarse fue en la Liga Europa, cayendo en la final ante el Sevilla F. C. No disputó la final, habitualmente no jugaba como titular.
El 23 de julio de 2014 fue oficializada la cesión por un año con opción de compra al Maguncia 05.

## Selección nacional
Debutó en la selección de Serbia el 29 de febrero de 2012 en un partido amistoso ante Chipre. Marcó su primer gol con la selección el 11 de septiembre de 2012 frente a Gales en un duelo válido por la clasificación al Mundial 2014.

## Clubes
| Club                          | País         | Año       |
| ----------------------------- | ------------ | --------- |
| F. K. Radnički Obrenovac      | Serbia       | 2008-2009 |
| S. C. Heerenveen              | Países Bajos | 2010-2013 |
| S. L. Benfica                 | Portugal     | 2013-2016 |
| F. S. V. Maguncia 05 (cedido) | Alemania     | 2014-2015 |
| Southampton F. C. (cedido)    | Inglaterra   | 2015      |
| R. S. C. Anderlecht (cedido)  | Bélgica      | 2016      |
| U. C. Sampdoria               | Italia       | 2016-2018 |
| Benevento Calcio (cedido)     | Italia       | 2018      |
| U. S. Sassuolo Calcio         | Italia       | 2018-2022 |
| U. C. Sampdoria               | Italia       | 2022-2023 |
| Panathinaikos F. C.           | Grecia       | 2023-act. |

## Palmarés

### Campeonatos nacionales
| Título                      | Club                | País     | Año  |
| --------------------------- | ------------------- | -------- | ---- |
| Primeira Liga               | S. L. Benfica       | Portugal | 2014 |
| Copa de Portugal            | S. L. Benfica       | Portugal | 2014 |
| Copa de la Liga de Portugal | S. L. Benfica       | Portugal | 2014 |
| Copa de Grecia              | Panathinaikos F. C. | Grecia   | 2024 |